# Droga R23 (Rosja)
Droga federalna R23 «Psków» (ros. Федера́льная автомоби́льная доро́га Р-23 «Псков») – droga federalna na terenie Rosji. Trasa rozpoczyna swój bieg w Sankt Petersburgu, następnie podążając przez Psków kończy na granicy rosyjsko-białoruskiej. Kontynuacją R23 jest białoruska droga M8. Mimo nadania drodze nowego numeru, do końca 2017 roku obowiązywało także dawne oznaczenie M20.

## Trasy międzynarodowe
Na całej długości pokrywa się z biegiem trasy europejskiej E95.